# Rosslyn Wemyss
Rosslyn Erskine Wemyss (Londres, 12 avril 1864 – Cannes, 24 mai 1933), 1er baron Wester Wemyss, est un amiral de la flotte britannique qui occupa différentes fonctions de commandement durant la Première Guerre mondiale, surtout en Méditerranée et en Égypte. 

## Biographie
Il est le troisième fils de  James Hay Erskine Wemyss et de 
Rosslyn Erskine Wemyss entre dans la marine, la Royal Navy,  en 1877. Il est lieutenant en 1887, commandant en 1898, capitaine de vaisseau en 1901 et contre-amiral en 1911. En avril  1915 il commande l'escadre de débarquement des troupes à Gallipoli. Il est nommé vice-amiral le 6 novembre 1916, puis élevé au poste de deuxième lord de l'amirauté. 
Il est nommé First Sea Lord en décembre 1917.  David Beatty lui succède en octobre 1919.
Il représente la Grande-Bretagne, à côté du maréchal Foch, généralissime des armées alliées, lors des négociations avec les Allemands et de la signature de l'armistice de 1918 dans la clairière de Rethondes.
Le 21 décembre 1903  Wemyss épouse Victoria Morier, fille de sir Robert Morier ; ils ont eu une fille, Alice Elizabeth Millicent Erskine-Wemyss.
En 1922, le grand-duc Michel Mikhaïlovitch de Russie lui transmet la présidence du Cannes Golf Club.